# Richard Thomas (attore)
Richard Earl Thomas (New York, 13 giugno 1951) è un attore statunitense.
È celebre per aver interpretato John Boy nella serie televisiva degli anni settanta Una famiglia americana e Bill Denbrough da adulto nella miniserie TV It del 1990.

## Biografia
Debuttò nel 1969 con il film Indianapolis pista infernale, e nello stesso anno partecipò a I brevi giorni selvaggi. Per anni Richard Thomas è stato il prototipo del bravo adolescente americano proposto dalla televisione statunitense negli anni settanta. Il suo nome è rimasto infatti legato al personaggio di John Boy nella serie Una famiglia americana, che interpretò in 125 episodi dal 1971 al 1978. 
Un ruolo analogo, ma in diverso contesto, fu quello in Radici (1977), in cui interpretò il figlio ribelle di un colonnello sudista (Henry Fonda), che si innamora di una donna di colore. Tra le sue altre apparizioni televisive, da ricordare quelle nelle serie Le avventure della famiglia Robinson (1998-1999), Just Cause (2002-2003) e The Americans (2013-2016).

## Filmografia parziale

### Cinema
- Indianapolis pista infernale (Winning), regia di James Goldstone (1969)
- I brevi giorni selvaggi (Last Summer), regia di Frank Perry (1969)
- Cielo rosso all'alba (Red Sky at Morning), regia di James Goldstone (1971)
- L'idolo (The Todd Killings), regia di Barry Shear (1971)
- A un passo dalla morte (You'll Like My Mother), regia di Lamont Johnson (1972)
- September 30, 1955, regia di James Bridges (1977)
- I magnifici sette nello spazio (Battle Beyond the Stars), regia di Jimmy T. Murakami, Roger Corman (1980)
- The Million Dollar Kid, regia di Neil Mandt (2000)
- Wonder Boys, regia di Curtis Hanson (2000)
- Motel Woodstock, regia di Ang Lee (2009)
- Anesthesia, regia di Tim Blake Nelson (2015)
- The Price for Silence, regia di Tony Germinario (2018)
- Christmas vs. The Walters, regia di Peter A. D'Amato (2021)
- The Unforgivable, regia di Nora Fingscheidt (2021)
- Pennywise: The Story of IT, regia di John Campopiano e Christopher Griffiths (2021) - documentario

### Televisione
- Bonanza - serie TV, episodio 12x03 (1970)
- Una famiglia americana (The Waltons) – serie TV, 127 episodi (1972-1977)
- Radici - Le nuove generazioni (Roots: The Next Generations) – serie TV, 3 episodi (1979)
- Niente di nuovo sul fronte occidentale (All Quiet on the Western Front), regia di Delbert Mann – film TV (1979)
- L'ultima estate del mio bambino (Go Toward the Light), regia di Mike Robe – film TV (1988)
- I racconti della cripta (Tales from the Crypt) – serie TV, episodio 2x15 (1990)
- It, regia di Tommy Lee Wallace – miniserie TV, 2 episodi (1990)
- Sì, Virginia, Babbo Natale esiste (Yes, Virginia, There Is a Santa Claus), regia di Charles Jarrott - film TV (1991)
- Volo 232 - Atterraggio di emergenza (Crash Landing: The Rescue of Flight 232), regia di Lamont Johnson – film TV (1992)
- Trappola per una ragazza sola (I Can Make You Love Me), regia di Michael Switzer – film TV (1993)
- The Invaders – serie TV, 2 episodi (1995)
- Terra promessa (Promised Land) – serie TV, 4 episodi (1997-1998)
- The Practice - Professione avvocati (The Practice) – serie TV, episodio 4x08 (1990)
- Le avventure della famiglia Robinson (The Adventures of Swiss Family Robinson) – serie TV, 30 episodi (1998)
- Law & Order - Unità vittime speciali (Law & Order: Special Victims Unit) – serie TV, 2 episodi (2001-2013)
- Just Cause – serie TV, 22 episodi (2002-2003)
- Incubi e deliri (Nightmares and Dreamscapes: From the Stories of Stephen King) – serie TV, un episodio (2006)
- Time after Time, regia di Gary Harvey – film TV (2011)
- Rizzoli & Isles – serie TV, episodio 2x06 (2011)
- The Music Teacher, regia di Ron Oliver – film TV (2012)
- The Americans – serie TV, 48 episodi (2013-2016)
- White Collar – serie TV, episodio 5x05 (2016)
- The Good Wife – serie TV, episodio 6x03 (2016)
- Chicago P.D. – serie TV, episodio 3x15 (2016)
- Incident at Vichy, regia di David Horn – film TV (2016)
- Elementary – serie TV, episodio 5x04 (2016)
- Conviction – serie TV, episodio 1x09 (2016)
- Billions – serie TV, 3 episodi (2017-2019)
- Blue Bloods – serie TV, episodio 8x02 (2019)
- The Blacklist – serie TV, episodio 6x17 (2019)
- NCIS: New Orleans – serie TV, 2 episodi (2019-2020)
- Sfida al presidente - The Comey Rule (The Comey Rule) – miniserie TV, 2 puntate (2020)
- Tell Me Your Secrets – serie TV, 5 episodi (2021)
- The Waltons' Homecoming, regia di Lev L. Spiro – film TV (2021)
- Ozark – serie TV, 3 episodi (2022)

## Doppiatori italiani
Nelle versioni in italiano delle opere in cui ha recitato, Richard Thomas è stato doppiato da:
- Francesco Prando in Una famiglia americana, Volo 232 - Atterraggio di emergenza, The Good Wife, The Americans, The Unforgivable
- Roberto Chevalier in Indianapolis pista infernale, Niente di nuovo sul fronte occidentale, Blue Bloods
- Claudio Capone in Radici - Le nuove generazioni, I magnifici sette nello spazio
- Massimo Lodolo ne I racconti della cripta, Terra promessa
- Massimo De Ambrosis in Trappola per una ragazza sola, Chicago P.D.
- Angelo Maggi in Wonder Boys, Incubi e deliri
- Mauro Gravina in White Collar, The Blacklist
- Gianni Giuliano in I brevi giorni selvaggi
- Claudio De Davide in L'ultima estate del mio bambino
- Stefano Benassi in It
- Luca Semeraro in The Invaders
- Nino D'Agata in Le avventure della famiglia Robinson
- Gianni Bersanetti in Law & Order - Unità vittime speciali (ep. 14x23)
- Germano Basile in Just Cause
- Massimo Rinaldi in Rizzoli & Isles
- Antonio Sanna in Elementary
- Massimiliano Lotti in Anesthesia
- Francesco Bulckaen in Billions
- Paolo Buglioni in Ozark

## Premi e riconoscimenti
- Primetime Emmy Awards
  - 1973 - Migliore attore protagonista in una serie drammatica - Una famiglia americana